# Plectris flavicornis
Plectris flavicornis är en skalbaggsart som beskrevs av Hermann Burmeister 1855. Plectris flavicornis ingår i släktet Plectris och familjen Melolonthidae. Inga underarter finns listade i Catalogue of Life.